# پترا بوزلر
پترا بوزلر (آلمانی: Petra Boesler; ۱۹ سپتامبر ۱۹۵۵) قایقران روئینگ اهل آلمان شرقی بود.
وی در مسابقات کشوری و بین‌المللی در مجموع برندهٔ ۱ مدال طلا، ۲ مدال نقره شده‌است.